# Campeonato Europeu de Atletismo em Pista Coberta de 2013 - Salto com vara masculino
A prova do salto com vara masculino do Campeonato Europeu de Atletismo em Pista Coberta de 2013 foi disputada entre os dias 2 e 3 de março de 2013 no Scandinavium em Gotemburgo, Suécia.

## Recordes
Antes desta competição, os recordes mundiais e do campeonato nesta prova eram os seguintes:
|                       | Nome              | Nacionalidade | Altura  | Local   | Data                    |
| --------------------- | ----------------- | ------------- | ------- | ------- | ----------------------- |
| Recorde mundial       | Sergey Bubka      | Ucrânia       | 6m 15cm | Donetsk | 21 de fevereiro de 1993 |
| Recorde do campeonato | Renaud Lavillenie | França        | 6m 03cm | Paris   | 5 de março de 2011      |
| Recorde europeu       | Sergey Bubka      | Ucrânia       | 6m 15cm | Donetsk | 21 de fevereiro de 1993 |

## Medalhistas
| Ouro                    | Prata            | Bronze           |
| Renaud Lavillenie (FRA) | Björn Otto (GER) | Malte Mohr (GER) |

## Cronograma
Todos os horários são locais (UTC+2).
| Data       | Hora  | Evento       |
| ---------- | ----- | ------------ |
| 2 de março | 11:00 | Qualificação |
| 3 de março | 16:33 | Final        |

## Resultados

### Qualificação
Qualificação: 5,75m (Q) ou os 8 melhores qualificados (q). 
| Posição | Grupo | Atleta                 | Nacionalidade | 5.20 | 5.40 | 5.50 | 5.60 | 5.70 | 5.75 | Resultados | Notas           |
| ------- | ----- | ---------------------- | ------------- | ---- | ---- | ---- | ---- | ---- | ---- | ---------- | --------------- |
| 1       | A     | Björn Otto             | Alemanha      | –    | –    | –    | xo   | –    | o    | 5.75       | Q               |
| 2       | A     | Konstadinos Filippidis | Grécia        | –    | o    | o    | o    | xxo  | o    | 5.75       | Q               |
| 3       | A     | Jan Kudlička           | Chéquia       | –    | o    | –    | xo   | o    |      | 5.70       | q               |
| 3       | A     | Steven Lewis           | Reino Unido   | –    | o    | –    | xo   | o    |      | 5.70       | q,              |
| 5       | B     | Renaud Lavillenie      | França        | –    | –    | –    | o    | xo   |      | 5.70       | q               |
| 6       | A     | Robert Sobera          | Polónia       | o    | o    | o    | o    | xxx  |      | 5.60       | q,              |
| 6       | B     | Raphael Holzdeppe      | Alemanha      | –    | –    | –    | o    | –    |      | 5.60       | q               |
| 6       | B     | Malte Mohr             | Alemanha      | –    | –    | –    | o    | –    |      | 5.60       | q               |
| 9       | A     | Ivan Horvat            | Croácia       | o    | o    | xxo  | o    | xr   |      | 5.60       | =               |
| 10      | B     | Ivan Yeryomin          | Ucrânia       | o    | o    | xo   | xo   | xxx  |      | 5.60       | Recorde pessoal |
| 11      | A     | Mareks Ārents          | Letônia       | o    | o    | o    | xxx  |      |      | 5.50       |                 |
| 12      | B     | Piotr Lisek            | Polónia       | o    | xo   | o    | x–   | xx   |      | 5.50       | =               |
| 12      | B     | Giorgio Piantella      | Itália        | o    | xo   | o    | xxx  |      |      | 5.50       | =               |
| 14      | A     | Melker Svärd-Jacobsson | Suécia        | o    | xxo  | o    | xxx  |      |      | 5.50       | Recorde pessoal |
| 15      | B     | Stanley Joseph         | França        | o    | o    | xo   | xxx  |      |      | 5.50       |                 |
| 16      | B     | Robert Renner          | Eslovênia     | o    | xo   | xo   | xxx  |      |      | 5.50       |                 |
| 17      | B     | Alhaji Jeng            | Suécia        | –    | o    | –    | xxx  |      |      | 5.40       |                 |
| 17      | B     | Rasmus Jørgensen       | Dinamarca     | o    | o    | xxx  |      |      |      | 5.40       |                 |
| 17      | A     | Oleksandr Korchmid     | Ucrânia       | o    | o    | xx–  | x    |      |      | 5.40       | =               |
| 20      | A     | Nikandros Stylianou    | Chipre        | o    | xxo  | xxx  |      |      |      | 5.40       | =               |
| 21      | B     | Eemeli Salomäki        | Finlândia     | xo   | xxo  | xxx  |      |      |      | 5.40       |                 |
| 22      | B     | Edi Maia               | Portugal      | xo   | xxx  |      |      |      |      | 5.20       |                 |
| 23      | A     | Andrej Poljanec        | Eslovênia     | xxo  | xxx  |      |      |      |      | 5.20       |                 |
| 24      | A     | Emile Denecker         | França        | xxx  |      |      |      |      |      | NM         |                 |
| 24      | A     | Anton Ivakin           | Rússia        | –    | xxx  |      |      |      |      | NM         |                 |

### Final
A final foi realizada às 16:33 no dia 3 de março de 2013.  
| Posição           | Atleta                 | Nacionalidade | 5.41 | 5.51 | 5.61 | 5.71 | 5.76 | 5.81 | 5.86 | 5.91 | 5.96 | 6.01 | 6.07 | Resultados | Notas                |
| ----------------- | ---------------------- | ------------- | ---- | ---- | ---- | ---- | ---- | ---- | ---- | ---- | ---- | ---- | ---- | ---------- | -------------------- |
| Medalha de ouro   | Renaud Lavillenie      | França        | –    | –    | o    | –    | o    | –    | o    | o    | o    | o    | xxx  | 6.01       | Melhor marca do ano  |
| Medalha de prata  | Björn Otto             | Alemanha      | –    | –    | o    | –    | o    | –    | x–   | –    | x–   | x    |      | 5.76       |                      |
| Medalha de bronze | Malte Mohr             | Alemanha      | –    | –    | xxo  | –    | xo   | xxx  |      |      |      |      |      | 5.76       |                      |
| 4                 | Konstadinos Filippidis | Grécia        | –    | –    | o    | –    | xxo  | xxx  |      |      |      |      |      | 5.76       |                      |
| 5                 | Jan Kudlička           | Chéquia       | xo   | –    | o    | o    | –    | xxx  |      |      |      |      |      | 5.71       |                      |
| 6                 | Steven Lewis           | Reino Unido   | –    | o    | –    | xxo  | –    | xxx  |      |      |      |      |      | 5.71       | Recorde da temporada |
| 6                 | Robert Sobera          | Polónia       | o    | o    | o    | xxo  | xx–  | x    |      |      |      |      |      | 5.71       | Recorde pessoal      |
| 8                 | Raphael Holzdeppe      | Alemanha      | –    | –    | xxo  | –    | xxx  |      |      |      |      |      |      | 5.61       |                      |

Legenda
| Recorde mundial       | Recorde mundial (World record)               |                       | Recorde africano                      | Recorde africano (African) |                                           | Q | Classificado por posição (Qualified) |
| Recorde do campeonato | Recorde do campeonato (Championship record)  | Recorde da América    | Recorde da América (Americas)         | q                          | Classificado por melhor tempo (Qualified) |   |                                      |
| Melhor marca do ano   | Melhor marca do ano (World leading)          | Recorde asiático      | Recorde asiático (Asian)              | DNS                        | Não largou (Did not start)                |   |                                      |
| Recorde nacional      | Recorde nacional (National record)           | Recorde europeu       | Recorde europeu (European)            | DNF                        | Não terminou (Did not finish)             |   |                                      |
| Recorde pessoal       | Recorde pessoal do atleta (Personal best)    | Recorde da Oceania    | Recorde da Oceania (Oceania)          | DSQ / DQ                   | Desclassificado (Disqualified)            |   |                                      |
| Recorde da temporada  | Recorde da temporada do atleta (Season best) | Recorde sul-americano | Recorde sul-americano (South America) | NM                         | Sem marca (No mark)                       |   |                                      |